# Jädraås–Tallås Järnväg
| Streckenlänge: | 6 km                        |                       |                       |
| Spurweite: | 891 mm (schwed. 3-Fuß-Spur) |                       |                       |
| |                             |                       |                       |
| \| \| 41,056 \| Jädraås \| Jädraås \| \| \| 40.000 \| Åbo \| Åbo \| \| \| 39,285 \| Pallanite \| Pallanite \| \| \| 38,279 \| Finkelboda \| Finkelboda \| \| \| 36,589 \| Tallås \| Tallås \| \| \| 36,100 \| Tallås grusgropsväxel \| Tallås grusgropsväxel \| \| \| 35,150 \| Svartbäcken nedre \| Svartbäcken nedre \| |                             |                       |                       |
| Kopfbahnhof Streckenanfang | 41,056                      | Jädraås               | Jädraås               |
| Haltepunkt / Haltestelle | 40.000                      | Åbo                   | Åbo                   |
| Bahnhof | 39,285                      | Pallanite             | Pallanite             |
| Haltepunkt / Haltestelle | 38,279                      | Finkelboda            | Finkelboda            |
| Bahnhof | 36,589                      | Tallås                | Tallås                |
| Abzweig geradeaus und von links · Betriebs-/Güterbahnhof Streckenende und quer | 36,100                      | Tallås grusgropsväxel | Tallås grusgropsväxel |
| Kopfbahnhof Streckenende | 35,150                      | Svartbäcken nedre     | Svartbäcken nedre     |

Jädraås–Tallås Järnväg ist eine schwedische Museumsbahn in Gästrikland in der Nähe von Gävle. Sie verläuft von Jädraås bis Svartbäcken nedre.

## Geschichte
Die Bahnstrecke zwischen Jädraås und Tallås wurde 1881 als Teil der DONJ, Dala-Ockelbo-Norrsundets Järnväg, gebaut. Dieser Bahnteil der DONJ wurde in der Konzession als TJJ (Tallås-Jädraås-Järnväg) bezeichnet. Die Strecke von Svartbäcken nach Tallås war bereits 1880 als Teil der BTJ (Lilla Björnmossen-Tallås-Järnväg) fertiggestellt worden. Die Betriebserlaubnis der DONJ war auf sechs Konzessionen gegründet, die jeweils für die einzelnen Bahnteile erstellt worden waren, obwohl sich alle diese Bahnteile im Eigentum der Kopparberg & Hofors Sågverksaktiebolag (KHAB) befanden. Erst 1897 war die komplette Strecke der DONJ von Linghed in Dalarna bis zum Hafen in Norrsundet in Betrieb.
Die Strecke diente überwiegend den internen Transporten von KHAB, Holztransporte zu dem Sägewerk in Linghed und der späteren Papiermassefabrik in Norrsundet. Der Hauptgrund für das Zustandekommen der DONJ war jedoch der Transport von Eisenerz und Holzkohle zum Hochofen in Jädraås und der Weitertransport der Eisenprodukte zu den Walzwerken in Brattfors und Wij sowie zum Hafen in Norrsundet. Der Personenverkehr blieb immer begrenzt, da die Bahn überwiegend den internen Werksverkehr abwickelte. Dennoch fuhren im Rekordjahr 1916 79571 Personen mit der Bahn.
Der Hochofen in Jädraås wurde 1935 stillgelegt, so dass in diesem Jahr die Eisentransporte aufhörten. Dabei sank auch das Personenverkehrsaufkommen deutlich. Ab 1949 wurden jährlich nicht einmal 10000 Personen befördert, so dass der Personenverkehr 1959 (84 Reisende) vollständig eingestellt wurde. Es verblieb lediglich der Transport von Holz nach Norrsundet.
1970 wurden die Holztransporte auf der Bahn eingestellt. Der Streckenabschnitt Jädraås–Tallås sowie das Stück zum heutigen Bahnhof Svartbäcken nedre blieb für den Museumsverkehr durch die JTJ erhalten. Er befindet sich heute im Eigentum der JTJ.
Die Kilometrierung der Strecke blieb erhalten, so dass Jädraås wie 1881 an Kilometer 41,056 liegt.

## Streckenbeschreibung

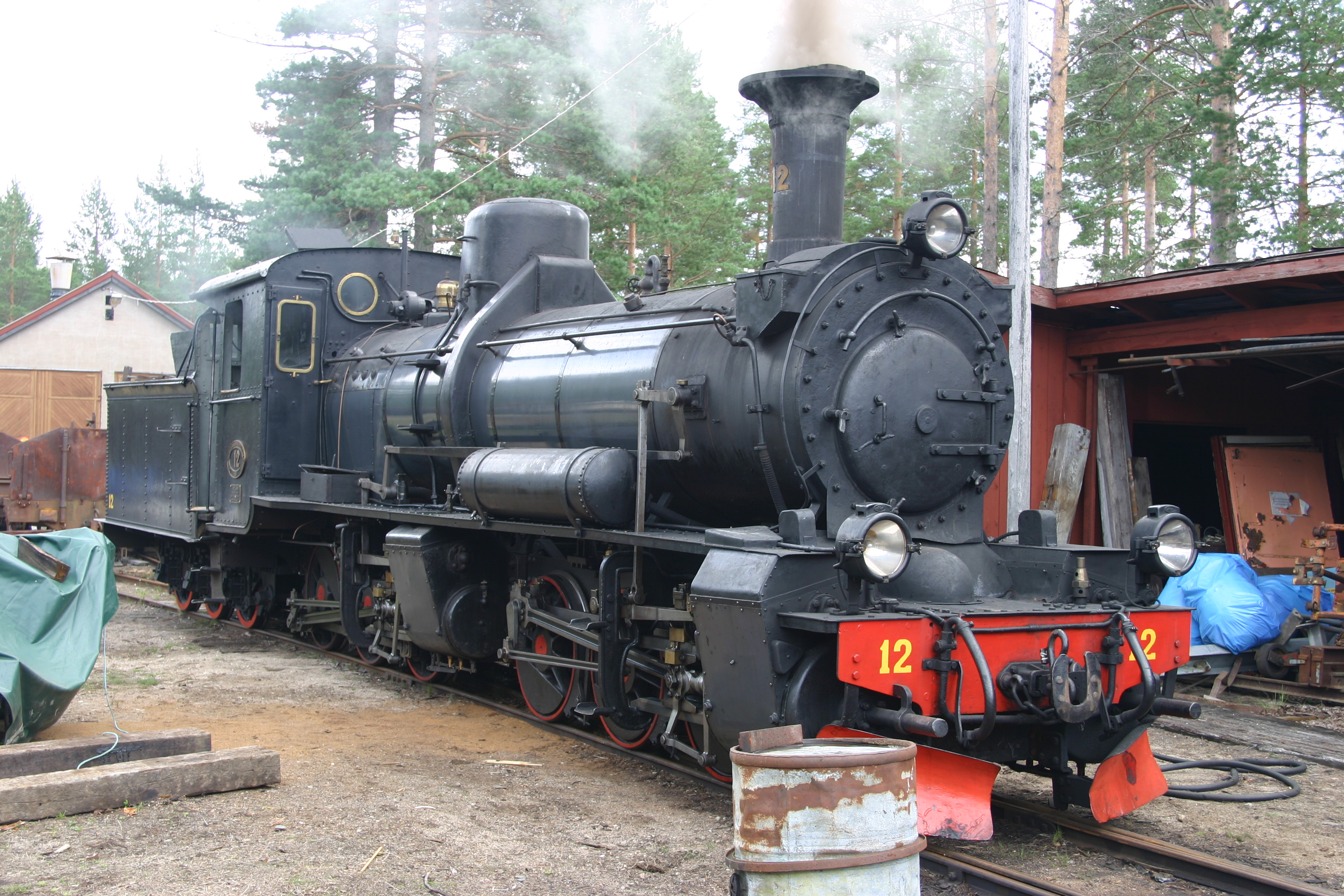
Dampflok DONJ 12 in Jädraås

Startpunkt der Strecke ist Jädraås. Dort befinden sich Werkstatt, Lokschuppen, Wasserturm und Wagenhallen. In Åbo ist nur ein kurzer Bahnsteig am durchgehenden Streckengleis vorhanden. Der Bahnhof Pallanite hat ein Ausweichgleis. Das Bahnhofsgebäude wurde nach der Einstellung der DONJ von Stora Björnmossen hierher gebracht.
Entlang des Flusses Jädraån verläuft die Strecke weiter nach Tallås. Das dortige Café ist an Betriebstagen geöffnet. Der Bahnhof besitzt zwei Gleise und eine Drehscheibe, auf der die Lokomotiven für die Rückfahrt gedreht werden.
Nach dem Abzweig zur Kiesgrube steigt die Strecke stark an (28 Promille). Endpunkt der Strecke ist in Svartbäcken nedre. Diesen Bahnhof gab es zur Zeit der DONJ nicht, sie wurde erst im Jahr 2000 eröffnet. Der ehemalige Bahnhof von Svartbäcken liegt drei Kilometer weiter entlang des Weges auf dem alten Bahndamm. Dort wird die Lokomotive für die Rückfahrt umgesetzt.